# فالفينيرا
فالفينيرا (بالإيطالية: Valfenera)‏ هي بلدة وبلدية في مقاطعة أستي في إقليم بييمونتي في جنوب إيطاليا.

## السكان
في سنة 1861 بلغ عدد السكان 2٬112 نسمة، وتطور العدد ليصل في سنة 2011 لـ 2٬519 نسمة.
يظهر هذا المخطط البياني تطور النمو السكاني لـ فالفينيرا